# Han Wenwen
Han Wenwen (chiń. upr. 韩雯雯; chiń. trad. 韓雯雯; pinyin Hán Wénwén; ur. 24 sierpnia 1995 w Xi’an) – chińska aktorka dziecięca i wiolonczelistka.

## Życiorys
Han Wenwen urodziła się 24 sierpnia 1995 roku w Chińskiej Republice Ludowej w Xi’an. Zna język chiński i angielski. W 2010 roku zagrała główną rolę (Mei Ying) w filmie Karate Kid. Han pojawiła się podczas premiery Karate Kid 7 czerwca 2010 roku w Westwood w Los Angeles w Stanach Zjednoczonych. Podczas premiery Karate Kid 17 czerwca 2010 roku w Pekinie w Chińskiej Republice Ludowej wykonała taniec do utworu Lady Gagi „Poker Face”, do którego tańczyła także w filmie.

## Filmografia
| Rok  | Tytuł      | Rola     |
| ---- | ---------- | -------- |
| 2010 | Karate Kid | Mei Ying |